# Pennystock
Pennystocks (deutsch „Billigaktien“) ist im Aktienhandel und in der Börsensprache der Anglizismus für Aktien von Gesellschaften mit sehr geringer Marktkapitalisierung. Der Wert der einzelnen Aktie liegt dabei unterhalb einer bestimmten Schwelle, z. B. nach den Regeln der United States Securities and Exchange Commission unter 5 US-Dollar. Es handelt sich meist um Aktien von noch jungen Unternehmen, der Handel mit ihnen gilt als besonders riskant.

## Allgemeines
Der Begriff stammt vom Aktienmarkt der USA, wo insbesondere Unternehmensgründungen durch Begebung von Venture-Capital finanziert werden. Ihr Börsenkurs liegt unter fünf US-Dollar. Sie werden nur von Brokern außerbörslich gehandelt und dürfen von Privatanlegern nur erworben werden, wenn diese vorher über die Risiken und Chancen in Schriftform aufgeklärt wurden.

## Deutschland
In Deutschland ist der Mindest-Nennwert von Aktien stetig gesunken. Er fiel von 1.000 Mark (ab 1884) über 100 DM (1948) und 50 DM (Kleinaktie; 1965) auf 5 DM („Pennystock“; 1993), um weitere Käuferschichten zu erschließen. Liegen die Kurse unterhalb von drei Euro, kann es sich häufig um börsennotierte Unternehmen handeln, die sich in einer Unternehmenskrise befinden. Das war auf dem seit März 1997 bestehenden Neuen Markt der Fall, wo Pennystocks durch Aktienzusammenlegung den Ausschluss von der Kursnotierung zu verhindern versuchten, wenn sie über einen längeren Zeitraum hinweg unter einem Kurs von einem Euro lagen. So notierten im Juli 2001 etwa 40 der 343 am Neuen Markt gehandelten Aktien knapp über oder unter einem Euro.
Aufgrund verschärfter Delisting-Regeln sind Pennystocks in den wesentlichen Indizes der Deutschen Börse (DAX, MDAX, TecDax, SDAX) nur noch selten anzutreffen. So notierte 2018 nur die Aktie der nach Bilanzunregelmäßigkeiten massiv eingebrochenen Steinhoff Holding im (niedrigen) Cent-Bereich. Das Unternehmen war nach dem Abstieg aus dem MDAX bis 23. Dezember 2019 im SDAX gelistet und verließ danach auch diesen. Nach der Insolvenzeröffnung von Wirecard im August 2020 lag deren Börsenkurs bei 1,02 Euro und deshalb nahe an der Grenze zum Pennystock, im September 2020 hatte sie diesen Status erreicht.
Im ungeregelten Freiverkehr (Open Market) gibt es dagegen eine sehr große Zahl solcher Aktien. Ein „Listing“ im Open Market ist für Emittenten mit vergleichsweise geringen Kosten verbunden. Der mit dem Wertpapierhandelsgesetz verbundene Anlegerschutz gilt für im Open Market gelistete Pennystocks nur mit Einschränkungen. Dies ist einerseits für kleine und mittlere Unternehmen bequem, andererseits ist Missbrauch möglich. Insbesondere bei Pennystocks ausländischer Emittenten sind Verstöße gegen die Marktmissbrauchsverordnung nur schwer nachzuweisen.

## Wirtschaftliche Aspekte
Der geringe Kurs von Pennystocks führt zu geringen Kurswerten, geringem Handelsvolumen und geringer Börsenkapitalisierung im Vergleich zu anderen Aktienarten. Bei Veränderungen ihres Börsenkurses taucht der Basiseffekt auf, so dass hohe prozentuale Veränderungen zu beobachten sind, die es bei einem höheren Kursniveau nicht gibt. Steigt beispielsweise der Aktienkurs eines Pennystocks von einem Euro auf zwei Euro, liegt eine Kurssteigerung von 100 % vor. Das niedrige Kursniveau der Billigaktien reflektiert die maroden wirtschaftlichen Verhältnisse und das damit verbundene hohe Insolvenzrisiko der Aktiengesellschaft. Pennystocks sind deshalb meist mit einem sehr schlechten Unternehmensrating versehen.
Die Aktien können nach ihrer Börsenkapitalisierung und Marktliquidität wie folgt unterteilt werden:
| Börsenbezeichnung | Handelsvolumen                     | Marktliquidität    |
| ----------------- | ---------------------------------- | ------------------ |
| Standardwert      | hohe Börsenkapitalisierung         | hohe Marktbreite   |
| Wachstumswert     | mittlere Börsenkapitalisierung     | geringe Markttiefe |
| Nebenwert         | geringe Börsenkapitalisierung      | Marktenge          |
| Pennystock        | sehr geringe Börsenkapitalisierung | hohe Marktenge     |

Pennystocks stellen somit die unterste Kategorie von Aktien dar. Ihr Marktrisiko ist besonders hoch, weil die Marktliquidität eingeschränkt sein kann und eine hohe Marktenge vorhanden ist, so dass sich möglicherweise für einen verkaufswilligen Aktionär keine Käufer finden. Dadurch ist das Kursrisiko hoch, was durch Spekulation noch verstärkt wird und zu einer hohen Volatilität der Kurse führen kann.

## Vereinigte Staaten
In den USA werden Pennystocks oft auch als „microcap stocks“ bezeichnet und besitzen eine Börsenkapitalisierung von weniger als 300 Millionen US-Dollar. Sie werden nicht an Wertpapierbörsen, sondern können über Broker gehandelt werden. Auch hier ist die Publizität über den Emittenten eingeschränkt. 